# Носов, Аким Евдокимович
Аким (Иоаким, Яким) Евдокимович Носов (1806 — [не ранее 1870]) — генерал-майор (с 6.12.1851), командующий Казанского (1851—1855) и начальник Шостенского (1855—1857) пороховых заводов.

## Биография
Служил в российской армии с 1825 года в 19-й артиллерийской бригаде. С 1827 года преподавал в Артиллерийском училище; в 1838 году произведён в штабс-капитаны.
С 1842 года — капитан, помощник начальника Охтенского порохового завода. С 1845 года — начальник Охтенского капсюльного заведения, в 1847 году произведён в полковники. Одновременно — инспектор классов в Артиллерийском училище.
С 1851 года — генерал-майор, командующий Казанским пороховым заводом, с 1855 года — начальник Шостенского порохового завода. С февраля 1857 года служил в 17-й артиллерийской бригаде; в декабре 1857 года уволен в отставку по болезни.

## Избранные труды
- Тиммерганс Ш. Начальные основания артиллерии / Пер. с фр. А. Е. Носова. — СПб. : тип. Арт. деп. Воен. м-ва, 1844. — Ч. 1: О порохе. — 4+379 с.